# Gorj megye
Gorj (fonetikusan: [ɡorʒ], magyarul: Hegyi-Zsil) megye Románia délnyugati részében, Olténiában helyezkedik el, székhelye Zsilvásárhely (97 591 lakos). A név etimológiája délszláv, hegyi vagy felső Zsil jelentéssel.

## Földrajz
Románia délnyugati részén, a Zsil folyó mentén, a Déli-Kárpátokhoz tartozó Godján-, Páring- és Vulkán-hegységek lábánál fekszik. Területe 5601, 74 négyzetkilométer. Északról Hunyad megye, északnyugatról és nyugatról Mehedinți és Krassó-Szörény megye, délről Dolj megye, keletről Vâlcea megye határolja.
A megye domborzata északról dél felé lépcsőzetesen csökkenő magasságú formát mutat: északon a Déli-Kárpátokon belül a Godján, Vulkán és Páring-hegység déli oldala, utána az Előkárpátok, délen pedig a Géta-hátság dombjai. A megye legmagasabb pontja a Nagy-Páring (2518 m), a legalacsonyabb pedig a Zsil völgyében Ioneşti mellett (100 m). Az Erdély és Olténia közötti kapcsolatot a megye területén a Szurdok-szoros és a Novaci-Szászsebes-szoros biztosítja.
Évi középhőmérséklete 10–11 °C, éghajlata mérsékelten szárazföldi. Az évi csapadékmennyiség 800–1200 mm között változik.

## Népesség
Az 1930 és 2011 közötti népszámlálások során az alábbi lakosságszámokat jegyezték fel:
| Lakosok száma | 253 812 | 280 524 | 293 031 | 298 382 | 348 521 | 401 021 | 387 308 | 341 594 | 314 685 |
|               | 1930    | 1948    | 1956    | 1966    | 1977    | 1992    | 2002    | 2011    | 2021    |

A 2011-es népszámláláskor a megye lakossága 341 594 fő volt; ebből 321 686 román, 6698 roma, 134 magyar, 28 olasz, 24 ukrán, 22 német; a többi nemzetiség létszáma 20 fő alatt.
2017. július 1-én a megye lakossága 362 610 fő volt.

## Gazdaság
Főbb iparágak: energiatermelés, bányászat (kőolaj, lignit, grafit, antracit), fafeldolgozó, építőanyag- (cement, tűzálló agyag) és élelmiszeripar. 2009-ben az energiatermelés és a bányászat a megye összes árbevételének 70%-át, és az összes foglalkoztatott 58%-át adta. Legfontosabb termesztett növények a kukorica, búza, burgonya. A nagy kiterjedésű havasi legelőkön szarvasmarha- és juhtenyésztés folyik.

## Települések
A megyében 2 municípium, 7 város, 61 község és 411 falu található.
MunicípiumokZsilvásárhely (Târgu Jiu), Motru
VárosokRovinari, Bumbești-Jiu, Târgu Cărbunești, Turceni, Tismana, Novaci, Țicleni
KözségekAlbeni, Alimpești, Aninoasa, Arcani, Baia de Fier, Bălănești, Bălești, Bărbătești, Bengești, Berlești, Bâlteni, Bolboși, Borăscu, Brănești, Bumbești-Pițic, Bustuchin, Câlnic, Căpreni, Cătunele, Ciuperceni, Crasna, Crușeț, Dănciulești, Dănești, Drăgotești, Drăguțești, Fărcășești, Glogova, Godinești, Hurezani, Ionești, Jupânești, Lelești, Licurici, Logrești, Mătăsari, Mușetești, Negomir, Padeș, Peștișani, Plopșoru, Polovragi, Prigoria, Roșia de Amaradia, Runcu, Săcelu, Samarinești, Săulești, Schela, Scoarța, Slivilești, Stănești, Stejari, Stoina, Țânțăreni, Telești, Turburea, Turcinești, Urdari, Văgiulești, Vladimir